# PGC 7678
LEDA/PGC 7678 ist eine elliptische Radiogalaxie vom Hubble-Typ C im Sternbild Dreieck am Nordsternhimmel. Sie ist schätzungsweise 234 Millionen Lichtjahre von der Milchstraße entfernt und hat einen Durchmesser von etwa 60.000 Lichtjahren. Vom Sonnensystem aus entfernt sich das Objekt mit einer errechneten Radialgeschwindigkeit von näherungsweise 5.100 Kilometern pro Sekunde. Gemeinsam mit NGC 784 bildet sie ein optisches Galaxienpaar.
Im selben Himmelsareal befinden sich unter anderem die Galaxien NGC 805, PGC 7888, PGC 1858273, PGC 1860076.